# Sinoflustra amoyensis
Sinoflustra amoyensis är en mossdjursart som först beskrevs av Robertson 1921.  Sinoflustra amoyensis ingår i släktet Sinoflustra och familjen Flustridae. Inga underarter finns listade i Catalogue of Life.